# 伊吹雅也
伊吹 雅也（いぶき まさや、1979年5月17日 - ）は、日本のフリーランスのライター・競馬評論家である。
競馬ライター（競馬評論家）としてJRAホームページ・TCKホームページほか各種メディアで執筆活動をしている。ニコニコ動画の公式チャンネル「競馬王チャンネル」の『リアル競馬王』MCをつとめる。
埼玉県桶川市出身で、現在も桶川市に在住している。早稲田大学第一文学部卒業。

## 評論活動
予想では馬券における騎手の重要性に注目している。
最高配当2億円(当時)という5重勝単勝式の新馬券、いわゆるWIN5がスタートしたときに予想理論を構築したとされている。

## 主な著作
- ウルトラ回収率 2022-2023（ガイドワークス、2021/11/19）

- 至高の馬券指標 ジョッキー偏差値（ガイドワークス、2020/08/31）

- 血統偏差値 JRA全103コース「儲かる種牡馬」ランキング（ガイドワークス、2020/02/28）
- ウルトラ回収率 2020-2021（ガイドワークス、2019/12/06、著：伊吹雅也（監修）、競馬王データ特捜班（編集））
- ジョッキー偏差値 JRA全103コース「儲かる騎手」ランキング（ガイドワークス、2019/08/29）
- コース別 本当に儲かる血統大全 2019-2020（ガイドワークス、2019/02/25）
- ウルトラ回収率 2019-2020（ガイドワークス、2018/12/06、著：伊吹雅也（監修）、競馬王データ特捜班（編集））
- WIN5攻略全書 回収率150%超! "ミスターWIN5"のマインドセット（ガイドワークス、2018/09/21）
- コース別 本当に儲かる騎手大全2018秋～2019（ガイドワークス、2018/07/27）
- コース別 本当に儲かる血統大全 2018-2019（ガイドワークス、2018/02/23）
- ウルトラ回収率 2018-2019（ガイドワークス、2017/12/01、著：伊吹雅也（監修）、競馬王データ特捜班（編集））
- コース別 本当に儲かる騎手大全 2017秋～2018（ガイドワークス、2017/09/07）
- コース別 本当に儲かる血統大全 2017-2018（ガイドワークス、2017/04/12）
- ウルトラ回収率 2017-2018（ガイドワークス、2016/12/02、著：伊吹雅也（監修）、競馬王データ特捜班（編集））
- コース別 本当に儲かる騎手大全 2016秋～2017（ガイドワークス、2016/09/09）
- コース別 本当に儲かる血統大全（ガイドワークス、2016/04/13）
- ウルトラ回収率 2016-2017（ガイドワークス、2015/12/04、著：競馬王データ特捜班（伊吹雅也監修））
- コース別 本当に儲かる騎手大全（ガイドワークス、2015/08/26）
- ウルトラ回収率 2015-2016（ガイドワークス、2014/12/05、著：競馬王データ特捜班（伊吹雅也監修））
- 現在（いま）の勝負気配が分かる 騎手×調教師 黄金タッグ（ガイドワークス、2014/09/12）
- 一口馬主の愉しみ（競馬道OnLine新書）（スタンダードマガジン、2014/06/26、著：伊吹雅也、一口馬主DB（監修）、競馬道OnLine編集部（編））
- 本当に儲かる騎手データブック 馬券の勝ち組は騎手を野次らない（競馬王新書EX008）（ガイドワークス、2014/04/10）
- ウルトラ回収率 2014-2015（競馬王新書EX006）（ガイドワークス、2013/12/06、著：競馬王データ特捜班（伊吹雅也監修））
- 門外不出！ 投票データから分かった！ WIN5の鋭い買い方（東邦出版、2012/02/10、著：須田鷹雄、伊吹雅也）
- WIN5（五重勝）ほど儲かる馬券はない!! 少点数で驚愕配当をモノにする絶対的セオリー（競馬王新書）（白夜書房、2011/04/01）
- 高配当を逃がさない!!極楽！ヒモ穴馬券論（東邦出版、2004/07/20）

## 主な寄稿雑誌

### 紙メディア
- 『サラブレ』（エンターブレイン）2004年より各種記事を担当
- 『競馬王』（白夜書房、ガイドワークス）2005年より各種記事を担当
- 『優駿』（中央競馬ピーアール・センター）2007年より各種記事を担当
- 『POGの達人 完全攻略ガイド』（光文社）2007～2008年度版より各種記事を担当
- 『週刊アサヒ芸能』（徳間書店）2011年より各種記事を担当
- 『週刊競馬ブック』（株式会社ケイバブック）2014年より各種記事を担当
- 『レーシングプログラム』（日本中央競馬会）2014年より各種記事を担当

### オンラインメディア
- JRA（日本中央競馬会）2008年より各種記事を担当
- TCK（東京シティ競馬）2017年より各種記事を担当
- netkeiba.com 競馬総合チャンネル（ネットドリーマーズ）2007年より各種記事を担当
- ウマニティ（ウマニティ）2007年より各種記事を担当

## 主なメディア出演
- JRA（日本中央競馬会）『オープン型レーシングセミナー』に出演
- グリーンチャンネル（グリーンチャンネル）『水曜馬スペ!』に出演
- BSジャパン（BSジャパン）『日経プラス10』に出演
- 競馬王（ガイドワークス）『リアル競馬王』にメインMCとして出演
- 競馬王（ガイドワークス）『公開ドラフト』に司会・解説として出演
- ウマニティ（ウマニティ）『ウマニTV! 金曜ケイバ劇場』ほか各種番組に出演